# Staré Hutě
Staré Hutě – gmina w Czechach, w powiecie Uherské Hradiště, w kraju zlińskim. Według danych z dnia 1 stycznia 2012 liczyła 130 mieszkańców.